# 5 Ceti
5 Ceti, eller AP Piscium, är en pulserande ellipsoidisk variabel eller eruptiv variabel av RS Canum Venaticorum-typ (ELL/RS) i Fiskarnas stjärnbild. Trots sin Flamsteed-beteckning tillhör den inte Valfiskens stjärnbild. Den ligger på gränsen mellan stjärnbilderna och fick byta tillhörighet vid översynen av gränser mellan stjärnbilderna år 1930 och benämns efter bytet av stjärnbild ofta med sin HD-beteckning, HD 352 eller variabeldesignation AP Piscium.
Stjärnan varierar mellan visuell magnitud +6,04 och 6,35 med en period av 96,4371 dygn. 5 Ceti befinner sig på ett avstånd av ungefär 910 ljusår.